# با همان دل برگشتم
با همان دل برگشتم (به هندی: Phir Wohi Dil Laya Hoon) و (به انگلیسی: I've come back with the same heart) فیلمی هندی محصول سال ۱۹۶۳ و به کارگردانی ناصر حسین است. در این فیلم بازیگرانی همچون جوی موکرجی، آشا پارک، پران و وینا ایفای نقش کرده‌اند.